# المحلة (العارضة)

تعديل مصدري - تعديل

المحلة محلة تابعة لقرية الحبلة، التابعة لعزلة العارضة بمديرية حبيش إحدى مديريات محافظة إب في الجمهورية اليمنية، بلغ تعداد سكانها 98 حسب تعداد اليمن لعام 2004.